# Cystiphora schmidti
Cystiphora schmidti är en tvåvingeart som först beskrevs av Rubsaamen 1914.  Cystiphora schmidti ingår i släktet Cystiphora och familjen gallmyggor. Inga underarter finns listade i Catalogue of Life.